# نيكولاس بلات
نيكولاس بلات (بالإنجليزية: Nicholas Platt)‏ هو دبلوماسي أمريكي، ولد في 10 مارس 1936 في نيويورك في الولايات المتحدة.

## وصلات خارجية
- نيكولاس بلات على موقع إن إن دي بي (الإنجليزية)